# Selección masculina de hockey sobre hierba de Malasia
La Selección masculina de hockey sobre hierba de Malasia (Speedy Tigers) es el equipo que representa a Malasia en campeonatos internacionales de hockey sobre hierba. Es administrada por la Confederación Malaya de Hockey.

## Historia en competiciones

### Equipo Júnior
| Mundial Júnior | Mundial Júnior                  | Mundial Júnior |
| Año            | Sede                            | Posición       |
| -------------- | ------------------------------- | -------------- |
| 1979           | Versalles, Francia              | 4.º            |
| 1982           | Kuala Lumpur, Malasia           | 4.º            |
| 1985           | Vancouver, Canadá               | 10.º           |
| 1989           | Ipoh, Malasia                   | 6.º            |
| 1993           | Tarrasa, España                 | 11.º           |
| 1997           | Milton Keynes, Inglaterra       | No clasificó   |
| 2001           | Hobart, Australia               | 12.º           |
| 2005           | Róterdam, Países Bajos          | 10.º           |
| 2009           | Johor Bahru, Malasia & Singapur | 12.º           |
| 2013           | Nueva Delhi, India              | 4.º            |
| 2016           | Lucknow, India                  | 11.º           |

## Jugadores

### Plantel actual
Convocados para Sultan Azlan Shah Cup.
Entrenador: Stephen van Huizen
| N.º | Jugador                      | Pos. | Edad |
| --- | ---------------------------- | ---- | ---- |
| 1   | Haziq Samsul                 | FW   | 22   |
| 6   | Marhan Jalil                 | MF   | 27   |
| 7   | Fitri Saari                  | MF   | 24   |
| 10  | Faizal Saari                 | FW   | 26   |
| 11  | Syed Mohd Syafiq Syed Cholan | DF   | 21   |
| 12  | Sukri Mutalib (captain)      | DF   | 31   |
| 13  | Thomas Lee Jee Xiang         | FW   | 19   |
| 15  | Nabil Fiqri                  | MF   | 30   |
| 16  | Hairi Abdul Rahman           | GK   | 29   |

| N.º | Jugador                  | Pos. | Edad |
| --- | ------------------------ | ---- | ---- |
| 17  | Razie Rahim              | DF   | 29   |
| 18  | Faiz Helmi Jali          | DF   | 26   |
| 19  | Azri Hassan              | MF   | 25   |
| 20  | Meor Muhamad Azuan Hasan | MF   | 23   |
| 21  | Krishna Maniraj          | GK   | 15   |
| 23  | Tengku Ahmad Tajuddin    | FW   | 31   |
| 24  | Nik Muhammad Aiman       | FW   | 20   |
| 25  | Najmi Farizal Jazlan     | DF   | 22   |
| 26  | Shahril Saabah           | FW   | 23   |

### Récords
| # | Jugador              | Partidos | Período   |
| - | -------------------- | -------- | --------- |
| 1 | Kuhan Shanmuganathan | 330      | 1994–2007 |
| 2 | Chua Boon Huat       | 337      | 1998–2013 |
| 3 | Azlan Misron         | 350      | 2002–     |
| 4 | Nor Saiful Zaini     | 329      | 1985–2001 |
| 5 | Mirnawan Nawawi      | 327      | 1989–2002 |

### Jugadores históricos
- Azlan Misron
- Baljit Singh Charun
- Chairil Anwar
- Chua Boon Huat
- Gary Vernon Fidelis
- Harnahal Singh
- Zam Ariffin Ali Piah
- Ismail Bakri Mohd Noor
- Jiwa Mohan
- Keevan Raj
- Kevin Nunis
- Kuhan Shanmuganathan
- Logan Raj
- Maninderjit Singh
- Nizam Nordin
- Mirnawan Nawawi
- Mohamad Bin Abdul Hadi
- Mohammad Zainal Bin Hussin
- Nor Azlan Bakar
- Nor Saiful Zaini
- Peter van Huizen
- Poon Fook Loke
- Khairuddin Zainal
- R. Yogeswaran
- Rodhanizam Mat Radzi
- Roslan Jamaluddin
- Sarjit Singh
- Shahrun Nabil
- Stephen van Huizen
- Tai Beng Hai
- Wallace Tan
- Mazran Ramli
- Soon Mustafa Karim
- Kevinder Singh
- Harvinder Singh
- R Shankar